# Tixcacaltuyub
Tixcacaltuyub är en ort i Mexiko.   Den ligger i kommunen Yaxcabá och delstaten Yucatán, i den östra delen av landet, 1 100 km öster om huvudstaden Mexico City. Tixcacaltuyub ligger 24 meter över havet och antalet invånare är 2 146.
Terrängen runt Tixcacaltuyub är mycket platt. Runt Tixcacaltuyub är det glesbefolkat, med 8 invånare per kvadratkilometer. Närmaste större samhälle är Sotuta, 14,9 km nordväst om Tixcacaltuyub. I omgivningarna runt Tixcacaltuyub växer i huvudsak lövfällande lövskog.